# Priser og nomineringer modtaget af Anders Matthesen
Multikunstneren Anders "Anden" Matthesen har modtaget en lang række forskellige priser og nomineringer inden for underholdning, musik, film, scenekunst og litteratur.

## Filmpriser

### Robert
| År   | Modtager/nomineret arbejde | Pris                                     | Resultat  |
| ---- | -------------------------- | ---------------------------------------- | --------- |
| 2005 | Terkel i knibe             | Årets børne- og ungdomsfilm              | Vundet    |
| 2005 | Terkel i knibe             | Publikumsprisen                          | Vundet    |
| 2005 | Terkel i knibe             | Årets originale sang ("Paranoia")        | Vundet    |
| 2010 | Sorte kugler               | Publikumsprisen                          | Vundet    |
| 2019 | Ternet Ninja               | Årets adapterede manuskript              | Vundet    |
| 2019 | Ternet Ninja               | Årets børne- og ungdomsfilm              | Vundet    |
| 2019 | Ternet Ninja               | Blockbusters Publikumspris               | Nomineret |
| 2019 | Ternet Ninja               | Årets originale sang ("Skubber det sne") | Vundet    |
| 2021 | Ternet Ninja 2             | Årets børne- og ungdomsfilm              | Vundet    |
| 2021 | Ternet Ninja 2             | Årets adapterede manuskript              | Vundet    |
| 2021 | Ternet Ninja 2             | Årets instruktør                         | Nomineret |
| 2021 | Ternet Ninja 2             | Årets mandlige hovedrolle                | Nomineret |
| 2021 | Ternet Ninja 2             | Årets originale sang                     | Nomineret |
| 2021 | Kamikaze (tv-serie)        | Årets mandlige birolle – tv-serie        | Nomineret |

### Bodilprisen
| År   | Modtager/nomineret arbejde | Pris                       | Resultat  |
| ---- | -------------------------- | -------------------------- | --------- |
| 2005 | Terkel i knibe             | Bedste danske film         | Nomineret |
| 2019 | Ternet Ninja               | Bedste danske film         | Nomineret |
| 2019 | Anders Matthesen           | Bedste mandlige hovedrolle | Nomineret |
| 2020 | De frivillige              | Bedste danske film         | Nomineret |
| 2020 | Anders Matthesen           | Bedste mandlige birolle    | Nomineret |
| 2022 | Ternet Ninja 2             | Bedste mandlige hovedrolle | Vundet    |

### Pråsprisen
Prisen uddeles af Danske Børne- og Ungdomsfilmklubber.
| År   | Modtager/nomineret arbejde | Pris       | Resultat |
| ---- | -------------------------- | ---------- | -------- |
| 2019 | Ternet Ninja               | Pråsprisen | Vundet   |

### Svendprisen
| År   | Modtager/nomineret arbejde | Pris                        | Resultat  |
| ---- | -------------------------- | --------------------------- | --------- |
| 2009 | Anders Matthesen           | Bedste mandlige skuespiller | Vundet    |
| 2019 | Ternet Ninja               | Årets danske film           | Vundet    |
| 2019 | Anders Matthesen           | Juryens særpis              | Vundet    |
| 2019 | Anders Matthesen           | Årets mandlige skuespiller  | Nomineret |

### Øvrige filmpriser
| År   | Prisoverrækkelse                         | Modtager/nomineret arbejde | Pris                                                 | Resultat  |
| ---- | ---------------------------------------- | -------------------------- | ---------------------------------------------------- | --------- |
| 2006 | Warsaw International Film Festival       | Rene Hjerter               | Grand Prix                                           | Nomineret |
| 2007 | Taipei Film Festival                     | Rene Hjerter               | International New Talent Competition: Audience Award | Vundet    |
| 2007 | Taipei Film Festival                     | Rene Hjerter               | International New Talent Competition Grand Prize     | Nomineret |
| 2007 | Fantasporto                              | Rene Hjerter               | Directors’ Week Award: Best Screenplay               | Nomineret |
| 2020 | Bucheon International Animation Festival | Checkered Ninja            | Special Distinction Prize                            | Vundet    |

## Musik

### Danish Music Awards
| År   | Modtager/nomineret arbejde                             | Pris                          | Resultat |
| ---- | ------------------------------------------------------ | ----------------------------- | -------- |
| 2001 | Hva' snakker du om? – Den ka' byttes Vol. 1            | Årets Entertainment Udgivelse | Vundet   |
| 2002 | Hva' snakker du om? - Arne fortæller... Terkel i knibe | Årets Entertainment Udgivelse | Vundet   |

### GAFFA-prisen
| År   | Modtager/nomineret arbejde | Pris                           | Resultat  |
| ---- | -------------------------- | ------------------------------ | --------- |
| 2010 | Villa Peakstate            | Årets Danske Hip Hop Udgivelse | Nomineret |